# Juha Malinen
Juha Malinen é um tecnico Finlandes que ataulmente comanda a equipe do Rovaniemen Palloseura (ou RoPS)
 'Juha Malinen' '(nascido em 16 de julho de 1958 em Oulu) é um treinador de futebol  Finlandês com um total de 15 temporadas no mais alto nível. Malinen está atualmente administrando a Seleção nacional de futebol da Finlândia com menos de 21 anos.

## Carreira

### Gerencial
Malinen estava chegando ao fim de sua curta carreira como jogador de futebol em 1978, quando decidiu se matricular no Departamento de Educação da Universidade de Oulu.
Ele começou sua carreira como professor pouco antes de se formar e, portanto, não concluiu seus estudos. Enquanto trabalhava como professor, encontrou-se ansiando por um emprego em que pudesse ver mais concretamente o impacto de seu trabalho. Ele logo se interessou pelo treinamento de futebol.
Em 1986, Malinen encontrou um emprego na Kastelli Sports  Gymnasium (ensino médio) como treinador de futebol da escola. Entre seus alunos de Kastelli estavam Antti Niemi (jogador de futebol) e Antti Niemi e Mika Nurmela, que se tornaram internacionais na Finlândia. Ville Nylund e Aarno Turpeinen, que mais tarde se tornaram os principais jogadores da equipe principal da Finlândia, HJK Helsinki, também estavam em Kastelli. Além de treinar em Kastelli, Malinen ensinou esportes e artesanato em uma escola próxima para pessoas com deficiência auditiva.
O time de futebol Kastelli foi inesperadamente bem-sucedido em 1989, quando se classificou para o Campeonato Mundial de Escolas de 1989, realizado em Florença, Itália. A tática "brickwall" de Malinen foi uma boa partida com os finlandeses inexperientes, que não perderam nenhum jogo, mas ainda foram nocauteados na segunda etapa pela França (academia  Auxerre) com pênaltis. A França se tornou campeã e Kastelli terminou em 5º lugar. Foi neste torneio que Malinen ganhou reputação pela primeira vez e provou a si mesmo que poderia liderar uma carreira de sucesso como gerente de futebol.
Depois de Kastelli, Malinen foi contratado como gerente da Rauman Pallo. Durante seu tempo em  Rauma, ele se tornou gerente de futebol em tempo integral. Dois jogadores de Kastelli, Antti Niemi e Mika Nurmela seguiram Malinen para Rauman Pallo.

#### Seleções Sub-15 e Sub-16
No verão de 1990, Malinen foi nomeado gerente da equipe nacional Sub-15 e Sub-16 pela Federação Finlandesa. Ele liderou sua equipe nos campeonatos europeus de 1991 e 1992. Após cerca de quatro anos treinando, as equipes nacionais Malinen queriam voltar à vida mais rápida do futebol de clubes.

#### Mostra promessa na Premier League
Ele voltou para sua cidade natal, Oulu, e o FC Oulu, que foi promovido no próximo ano. Além de ser promovido, o clube foi prejudicado por dificuldades financeiras, então Malinen foi para  TPS. Com surpreendente vitória na Copa da Finlândia em 1994 e medalha de bronze em 1996, Malinen subiu ao TPS no centro das atenções como um dos gerentes mais promissores da Premier League finlandesa.

#### MyPa
Em 1998, Malinen mudou-se da antiga capital da Finlândia para o lado oposto da Finlândia, para MyPa e a pequena cidade de Anjalankoski. Apoiado pelos fortes magnatas da indústria florestal local, Malinen recebeu mãos livres para combinar sua equipe. Foi a primeira vez que ele teve alguma influência - até o TPS, um dos maiores clubes finlandeses, ficou sem dinheiro. O tempo de Malinen no MyPa teve um certo êxito (4 medalhas, mas apenas um sucesso limitado na Taça UEFA). O atual gerente do MyPa Ilkka Mäkelä entrou no time durante esses tempos como gerente assistente.

#### KuPS
Em 2004, Malinen assumiu o cargo de gerente do [Kuopion Palloseura | KuPS]], um dos clubes mais tradicionais e bem-sucedidos da Finlândia, que havia acabado de ser relegado ao Ykkönen. Malinen renovou a equipe, trazendo jogadores experientes do MyPa, renovando o sistema juvenil e supervisionando a construção de um novo estádio. O KuPS venceu o Ykkönen 2004, retornando ao Veikkausliiga em sua primeira tentativa. Com talentos emergentes como Berat Sadik, Pyry Kärkkäinen,  Medo e Patrick Bantamoi, o KuPS venceu sua primeira Finnish League Cup em 2006, mas terminou o ano com rebaixamento, que viu a partida de Malinen.

#### Shakhter Karagandy
Em fevereiro de 2007, Malinen foi nomeado gerente da equipe do Kazakhstan Premier League  Shakhter Karagandy e da  Cazaquistão U-21. Malinen deixou o Shakhter Karagandy após apenas 7 meses, mas permaneceu como técnico do Cazaquistão Sub-21 até o final de 2007. 

#### Controvérsia sobre racismo
Ao assumir o cargo de técnico do RoPS em abril de 2014, Malinen causou polêmica com seus comentários sobre jogadores estrangeiros, especialmente jogadores de cores, na equipe. Malinen havia dito ao jornal  Iltalehti : "Temos o time mais finlandês da liga. ... Apenas alguns anos atrás, o RoPS tinha 13 homens negros. Conseguimos deixar isso completamente para trás. recrutamos jogadores com nomes pronunciados corretamente e os finlandeses os conhecem ". Pesando a imprensa negativa, Malinen respondeu mais tarde: "Eu me dou bem com todas as nacionalidades".  

### Trabalho na mídia
Além de sua carreira de treinador, Malinen trabalha como comentarista de futebol para Yle TV1 e Yle TV2 desde 2000.

## Honras
KuPS
- Ykkönen (1):  2004
- Copa da Liga Finlandesa (1): 2006

RoPS
- Copa da Finlândia (1): 2013